# أحمد ولد بوسيف
أحمد ولد بوسيف (1934 م كيفة - 27 مايو 1979 م داكار) رئيس وزراء سابق للجمهورية الإسلامية الموريتانية، وأحد مشاهير ولاية العصابة.

## حياته
ولد أحمد ولد بوسيف سنة 1934م في كيفة من أحد بيوتات القيادة والمجد في قبيلته ذات الدور السياسي والاجتماعي المشهود قبيلة إدوعيش. تخرج أحمد ولد بوسيف من مدرسة السلاح في سومير كما تخرج من المدرسة التطبيقية للمشاة ثم بدأ العمل في الجيش في فاتح أبريل 1962م حيث ترقى في الرتب العسكرية إلى أن وصل رتبة مقدم في أكتوبر سنة 1976م، وقد شغل عدة مناصب عسكرية وإدارية مختلفة لعل أبرزها: تعيينه في الثامن من يونيو قائدا عاماً لأركان الجيش الوطني خلفا للمقدم محمد محمود ولد الحسين.

## انتماؤه
كان جزء من النواة الصلبة لانقلاب 10 يوليو 1978م يتحفظون على شخص المقدم أحمد ولد بوسيف بسبب ولائه الكبير لنظام الرئيس المختار ولد داداه وأيضا بفعل تحفظه من الانقلابات العسكرية ومع هذا فقد قام بعض قادة الانقلاب بجس نبض أحمد ولد بوسيف حول الانقلاب من خلال إحدى الشخصيات الاجتماعية الكبيرة المقربة منه، وقد كان رد أحمد ولد بوسيف صارما برفض المشاركة في الانقلاب على نظام الرئيس المختار ولد داداه.
من خلال ذلك الحس أبعد الانقلابيون المقدم أحمد ولد بوسيف إلى المنطقة العسكرية الأولى في النعمة ليحل مكانه المقدم محمد خونه ولد هيداله على رأس القوات الموجودة في ازويرات. بعد تنفيذ الانقلاب كان الرأي السائد لدى معظم قادة الانقلاب هو وجوب إقصاء الضباط الموالين للنظام السابق، غير أن الرئيس العقيد المصطفى ولد محمد السالك كان له رأي مخالف يتمثل في وجوب إشراك جميع الضباط الكبار في اللجنة العسكرية والحكومة. وهكذا عرض على المقدم أحمد ولد بوسيف عضوية اللجنة والحكومة فرفض عضوية اللجنة العسكرية وقبل عضوية الحكومة حيث تم تعيينه وزيرا للصيد. ويعتبر أحمد ولد بوسيف من أكثر ضباط الجيش الموريتاني نفوذا في الداخل ومن أشهرهم سمعة في الخارج مما جعله يستغل الوضع القائم آنذاك مستفيدا من أجواء الخلافات العاصفة بين العسكريين، حيث انقسمت اللجنة العسكرية على نفسها إلى عدة جبهات لعل أبرزها: التي جعلت الرائد جدو ولد السالك وسيد أحمد ولد ابنيجاره خارج الحكم وجعلت كتلة محمد خونه ولد هيداله في مواجهة مباشرة مع كتلة الرئيس المصطفى ولد محمد السالك، ودخل أحمد ولد بوسيف وحلفائه على الخط وتخندقوا مع محمد خونه ولد هيداله ورفاقه ونجحوا في تنفيذ انقلاب القصر الذي تم يوم 6 أبريل 1979م الذي بموجبه تم تعيين المقدم أحمد ولد بوسيف رئيسا للوزراء وتم الإبقاء على الرئيس المصطفى ولد محمد السالك من دون صلاحيات تذكر.

## رئيس الوزراء
ساهمت عدة عوامل في اختيار المقدم أحمد ولد بوسيف لمنصب رئيس الحكومة لعل أبرزها كونه ضابطا ساميا وقائد سابقا للأركان، مما جعله يمثل بديلا مناسبا لشخص رئيس الدولة آنذاك العقيد المصطفى ولد محمد السالك، هذا بالإضافة لشخصية أحمد ولد بوسيف المحبوبة لدى النظام المدني الأول وعلاقاته المميزة مع المقدم محمد خونه ولد هيداله قائد الأركان والرجل الفاعل في تيار المناوئين لمصطفى ولد محمد السالك. مثلت حكومة أحمد ولد بوسيف التي شكلها بعد وصوله للسلطة على إثر انقلاب 6 أبريل 1979م كل التوازنات التي ساهمت في وصوله للسلطة فقد أشرك شخصيات محسوبة على النظام المدني الأول وحرص على حفظ نصيب كتلة محمد خونه ولد هيداله من ضباط ومدنيي العاشر من يوليو. بدأ الرجل يخطط بشكل مدروس لمستقبل واعد، ويتقدم في التنفيذ بشكل حذر بغية إنشاء نظام قوي يستند إلى دولة المؤسسات.

## مراقبة المؤسسة العسكرية لأحمد ولد بوسيف
بدأ أحمد ولد بوسيف يتواصل سرا مع الرئيس المختار ولد داداه في معتقله وأفرج عن وزراء كانو محسوبين على النظام السابق ومعتقلين منذ 10 يوليو 1978م. وكان المقدم محمد خونه ولد هيداله ورفاقه يراقبون هذه الخطوات ويتحسسون منها، خشية انعكاساتها المستقبلية عليهم وكان ميزان القوة يميل إلى صالحهم حيث كانت لديهم قيادة الأركان وقيادة عدد من المناطق العسكرية، لذا فقد كان الصدام بين جماعة العاشر من يوليو بقيادة محمد خونه ولد هيداله وجماعة أحمد ولد بوسيف مواجهة حتمية لا مفر منها بغية التحكم في المشهد السياسي. غير أن الموت المفاجئ الذي خطف أحمد ولد بوسيف أثناء رحلته إلى داكار أنهى الصراع المكتوم وحسمه لصالح محمد خونه ولد هيداله وجماعته التي حكمت البلاد إلى غاية الثاني عشر من شهر ديسمبر من العام 1984م، حيث أطيح به في انقلاب عسكري قاده آنذاك العقيد معاوية ولد سيدي أحمد الطايع.

## سقوط الطائرة ووفاته
في السابع والعشرين من مايو سنة 1979م توجه رئيس الوزراء أحمد ولد بوسيف إلى داكار لحضور اجتماع لقادة المجموعة الاقتصادية لغرب إفريقيا، وكانت الأجواء في هذا اليوم شديدة الغبار في كل من نواكشوط وداكار، مما سببب مشكلة كبيرة في الرؤية لدى طاقم الطائرة الذي حاول الهبوط على مدرج المطار قبل أن يؤمر بالصعود من جديد وتسقط بهم الطائرة في البحر. لقد كان حادثا مأساويا خلف حزنا كبيرا في البلاد أعلن بسببه الحداد أربعين يوما على أرواح الشهداء، وقد بحثت كل من (موريتانيا) و(السنغال) و(فرنسا) عن حطام الطائرة لمعرفة سبب الحادث، لكنهم لم يعثروا على أي شيء بما في ذلك جثث الركاب.
```
وكان الحادث سببا كافيا لتولد الشكوك حول موت المقدم أحمد ولد بوسيف الذي ظل غامضا حتى اليوم، وعما إذا كان خصومه في السلطة بزعامة المقدم 
محمد خونه ولد هيداله
 قد دبروا له هذا الحادث ؟ وهي أشياء كلها لا تستند إلى أي دليل .
```